# Conception mécanique assistée par ordinateur

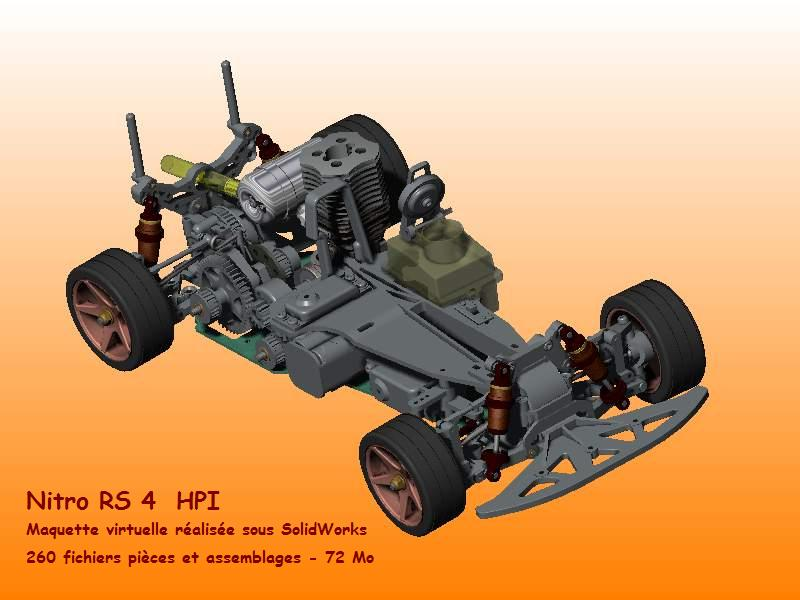
Représentation géométrique tridimensionnelle d'un modèle réduit de véhicule technique

La conception mécanique assistée par ordinateur relève de la conception assistée par ordinateur appliquée au domaine de la mécanique des solides et de la Technologie mécanique.  Les outils logiciels relevant notamment de la CAO électronique, de la CAO moléculaire et de la CAO de génie civil n'en font pas partie.

## Historique
La conception mécanique assistée par ordinateur trouve ses origines dans les années 1960 essentiellement :
- aux États-Unis avec :
  - le système UNIGRAPHICS de General Motors,
  - le système CADAM de Lockheed,
  - le système CADDS de Computervision,
- et en France avec :
  - le système CATIA de Dassault Aviation,
  - le système UNISURF de Renault,
  - le système EUCLID de Datavision.

### Du DAO (dessin assisté par ordinateur) à la CAO (conception assistée par ordinateur)
En fonction des logiciels, le terme 2D peut représenter soit la zone de mise en plan, soit une limitation à deux dimensions de l’espace de travail 3D. Cette limitation de l’espace peut être utilisé, par exemple temporairement pour faciliter la construction spatiale des éléments, ou de manière permanente pour la sauvegarde d’une cinématique plane dans un espace 3D.
Si le passage 3D au 2D ne pose plus aucun problème, le contraire est moins évident. Des recherches sont en cours et bientôt il sera possible de récupérer automatiquement les vieux plans sur calques pour régénérer automatiquement les volumes 3D. 
Bien que la représentation 2D de modèles 3D soit parfaitement maîtrisée et qu'il soit très facile d'obtenir des vues « planes » d'un modèle ou d'un assemblage 3D visuellement valable pour le néophyte, la mise en plan est toujours laborieuse. Parent pauvre de la CAO, la mise en plan peine à évoluer, voire régresse fortement pour certains logiciels[réf. nécessaire].

### Vers l'utilisation de bases de connaissances
L'arrivée - dans les années 1990 - des techniques de simulation des raisonnements déductifs en modélisation géométrique permet de coupler des bases de connaissances aux systèmes de CAO, de tels systèmes d'ingénierie numérique experte - dits aussi de KBE (Knowledge Based Engineering) ou CAO 4D, : Rule-based (ex : système à base de connaissance Kadviser) générant alors automatiquement la géométrie 3D conformément aux règles métier d'ingénierie.
Des outils logiciels comme :
- Kadviser de la société Nimtoth,
- KAD-Base de la société Iknova,
- Knowledgeware de la société Dassault Systèmes,
- Knowledgefusion de la société Siemens AG

illustrent ces solutions d'outils avancés de "CAO réglée".

## Formats d’échange standards
Quelques formats parmi les nombreux existants.
- DWG, format natif de AutoCAD de Autodesk, standard de facto
- DXF ou Drawing exchange format, format d’échange pour DAO et CAO, de Autodesk
- IGES ou Initial Graphics Exchange Specification, format d'exportation de données pour les logiciels de CAO, du National Institute of Standards and Technology (États-Unis)
- SET ou Standard d’échange et de transfert, standard français (AFNOR z68-300, 1989)
- STEP ou Standard pour l'échange de données de produit, norme ISO 10303, et en particulier ISO 10303-21 (en) pour la CAO
- VDA-FS ou Verband der Automobilindustrie-Flächenschnittstelle, standards utilisés dans l'industrie automobile dans la zone d'influence allemande

## Logiciels Gratuits
- DraftSight de Dassault Systèmes: est un logiciel DAO, disponible sous Windows, Mac et Linux, dont le format natif est le DWG[6]. Attention: Depuis la version 2019, DraftSight pour Windows n'existe plus en version gratuite[7], et les versions gratuites précédemment distribuées cesseront de fonctionner le 31/12/2019.
- Qcad : un logiciel libre de DAO en 2D.
- FreeCAD : est un logiciel de modélisation 3D libre pour la CAO, IAO, PLM, orientée vers le génie mécanique et le design de produits, mais qui vise également d'autres disciplines, telles que l'architecture ou d'autres branches de l'ingénierie.

## Logiciels
On peut citer (par ordre alphabétique) :
- 3D Turbo, distribué par iluac software
- Alibre Design, distribué par Usicad
- AutoCAD/MDT,
- ACIS, noyau géométrique de la société Dassault Systèmes,
- BRL-CAD, distribué sous licence GPL,
- CADAM, créé par la société américaine Lockheed, racheté par la société Dassault Systèmes,
- CADKEY/KEYCREATOR,édité par Kubotek USA et distribué par Kubotek France en France
- CATIA, édité par la société française Dassault Systèmes,
- Euclid, de la société française Matra Datavision,
- FreeCAD, de Juergen Riegel, distribué sous licence libre,
- Fusion 360, orienté maker, de la société américaine Autodesk,
- GraphiteOne, de la société suisse Fast AG,
- I-deas, de la société américaine UGS,
- Inventor (Inventor 2D and 3D), de la société américaine Autodesk,
- MicroStation de la société américaine Bentley,
- OneSpaceDesigner de la société CoCreate,
- Onshape logiciel en ligne, gratuit tant que les fichiers sont publiques,
- Open CASCADE open source, de haut niveau,
- Pro/Engineer, de la société américaine Parametric Technology Corporation (PTC),
- pythonOCC, de Thomas Paviot, distribué sous licence GPL,
- Rhinoceros 3D, de Robert McNeel&Associates,
- Sketchup,
- Solid Edge, de la société UGS,
- SolidThinking (en), de la société SolidThinking Ltd,
- Solidworks, de la société Dassault Systèmes,
- SpaceClaim, distribué par Novacad
- StudioTools, de la société Alias (Autodesk),
- Tell et TellWATCH, de la société suisse AiM ,
- TopSolid, de la société française Missler Software,
- Tribon,
- Thinkdesign, de la société Think3,
- Unigraphics, de la société UGS,
- Visionael, de la société américaine Sun.

## Aide à la conception mécanique assistée par ordinateur
Il existe des bibliothèques CAO permettant aux concepteurs de télécharger directement les composants dont ils ont besoin sans avoir besoin de les redessiner. 
Les fichiers CAO sont téléchargeables directement aux formats désirés et s'insèrent directement aux logiciels de conception des utilisateurs.